# 哈爾克 (伊朗)
哈爾克是伊朗的城市，位於該國西南部哈爾克島，由布爾省負責管轄，距離首府布爾55公里，處於海拔水平面，每年平均降雨量279毫米，2006年人口11,798。